# La Lagunilla, Cosautlán de Carvajal
La Lagunilla är en ort i Mexiko.   Den ligger i kommunen Cosautlán de Carvajal och delstaten Veracruz, i den sydöstra delen av landet, 230 km öster om huvudstaden Mexico City. La Lagunilla ligger 1 146 meter över havet och antalet invånare är 299.
Terrängen runt La Lagunilla är huvudsakligen kuperad, men åt sydväst är den bergig. Terrängen runt La Lagunilla sluttar österut. Runt La Lagunilla är det ganska glesbefolkat, med 38 invånare per kvadratkilometer. Närmaste större samhälle är Coatepec, 13,5 km norr om La Lagunilla. I omgivningarna runt La Lagunilla växer i huvudsak städsegrön lövskog.